# Damienice
Damienice est un village en Pologne située dans la province de Petite-Pologne, dans le powiat de Bochnia, dans la municipalité de Bochnia.
Dans les années 1975-1998 la région était dans la voïvodie de Tarnów.
Damienice est une commune bordant la rive gauche de la Raba et la forêt de Niepołomice au nord du village.

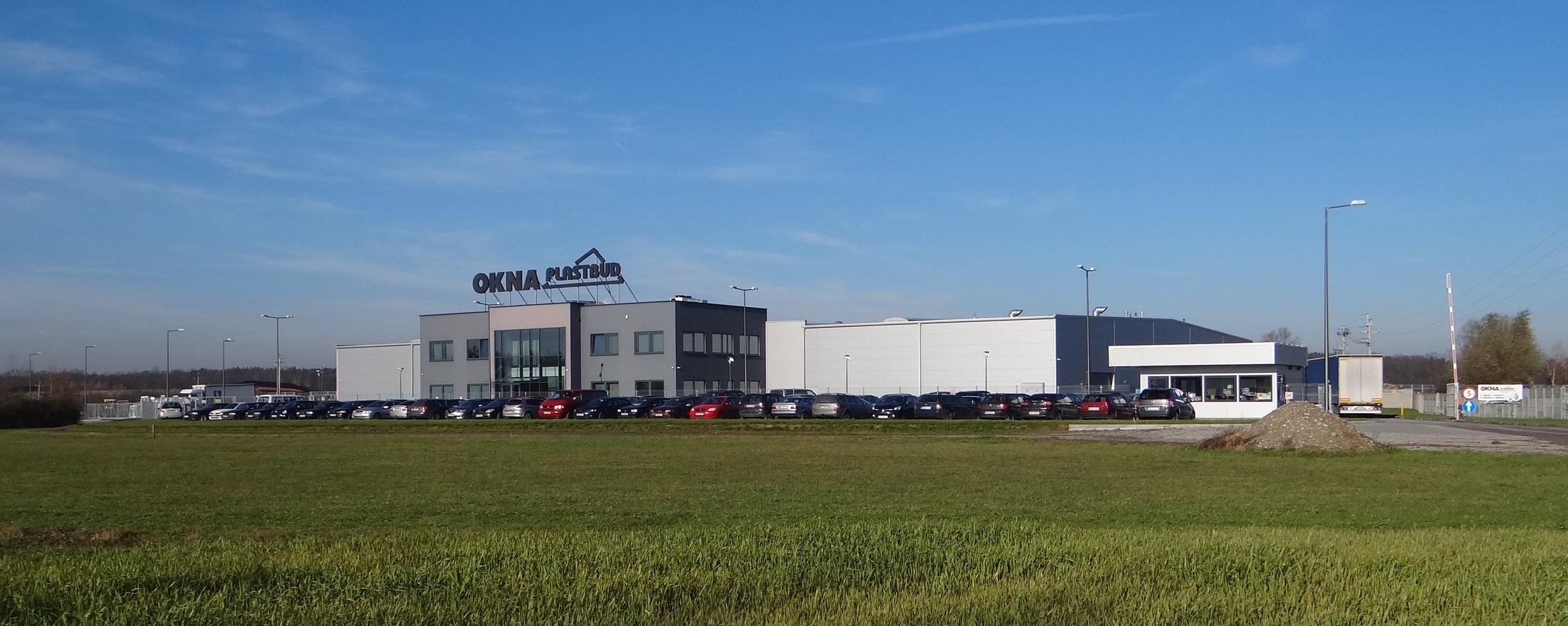
Usine de la société Plastbud

La société OKNA Plastbud qui produit des fenêtres et portes avec des cadres en plastique et en eluminium et articles reliés possède une usine à la périphérie du village.